# Mysmena
Mysmena is een geslacht van spinnen uit de  familie van de Mysmenidae.

## Soorten
- Mysmena arcilonga Lin & Li, 2008
- Mysmena bizi Miller, Griswold & Yin, 2009
- Mysmena calypso Gertsch, 1960
- Mysmena changouzi Miller, Griswold & Yin, 2009
- Mysmena furca Lin & Li, 2008
- Mysmena gibbosa Snazell, 1986
- Mysmena goudao Miller, Griswold & Yin, 2009
- Mysmena guianensis Levi, 1956
- Mysmena haban Miller, Griswold & Yin, 2009
- Mysmena isolata Forster, 1977
- Mysmena jinlong Miller, Griswold & Yin, 2009
- Mysmena leucoplagiata (Simon, 1879)
- Mysmena phyllicola (Marples, 1955)
- Mysmena quebecana Lopardo & Dupérré, 2008
- Mysmena rostella Lin & Li, 2008
- Mysmena shibali Miller, Griswold & Yin, 2009
- Mysmena spirala Lin & Li, 2008
- Mysmena taiwanica Ono, 2007
- Mysmena tasmaniae Hickman, 1979
- Mysmena vitiensis Forster, 1959
- Mysmena woodwardi Forster, 1959
- Mysmena zhengi Lin & Li, 2008